# Paul Schwed
Paul Schwed (* 1. März 1902; † 20. August 1956) war ein deutscher Schauspieler.

## Leben
Paul Schwed hatte lange Jahre ein Engagement an der Bayerischen Staatsoperette (Theater am Gärtnerplatz) in München.
Ab 1933 wirkte Paul Schwed in verschiedenen Filmproduktionen überwiegend in Nebenrollen mit. Darunter befand sich der nationalsozialistische Propagandafilm Über alles in der Welt aus dem Jahr 1941 von Karl Ritter, der heute als Vorbehaltsfilm nur unter strengen Voraussetzungen aufgeführt werden kann. Er spielte aber auch in Unterhaltungsfilmen wie 1937 Der Mann, der Sherlock Holmes war in der Regie von Karl Hartl mit Hans Albers, Heinz Rühmann, Marieluise Claudius und Hansi Knoteck, Zu neuen Ufern von Detlef Sierck mit Zarah Leander, Willy Birgel und Viktor Staal und 1952 Der fröhliche Weinberg Erich Engel mit Gustav Knuth, Eva-Ingeborg Scholz und Wilfried Seyferth.
Paul Schwed war 1952 auch in dem Hörspiel Pit und Fonso (Folge: Irrtum um Mitternacht) als Sprecher tätig. In der Regie von Willy Purucker sprach er neben Karl Schönböck, Fritz Benscher und Pamela Wedekind.

## Filmografie (Auswahl)
- 1933: Du sollst nicht begehren…
- 1936: Boccaccio
- 1936: Der Bettelstudent
- 1936: Annemarie. Die Geschichte einer jungen Liebe
- 1937: Und du mein Schatz fährst mit
- 1937: Sherlock Holmes. „Die graue Dame“
- 1937: Der Mann, der Sherlock Holmes war
- 1937: Patrioten
- 1937: Zu neuen Ufern
- 1937: Unternehmen Michael
- 1937: Sparkasse mit Likör (Kurzfilm)
- 1937: Weltstadt am Wasser (Kurzfilm) als Sprecher
- 1937: Gasparone
- 1937: Sieben Ohrfeigen
- 1938: Das Mädchen von gestern Nacht
- 1938: Capriccio
- 1938: Nordlicht
- 1939: Die Geliebte
- 1939: Mann für Mann
- 1941: Über alles in der Welt
- 1949: Das Geheimnis der roten Katze
- 1949: Die Reise nach Marrakesch
- 1950: Der fallende Stern
- 1951: Czardas der Herzen
- 1951: Entscheidung vor Morgengrauen (Decision Before Dawn)
- 1952: Der eingebildete Kranke
- 1952: Der fröhliche Weinberg
- 1953: Die Mühle im Schwarzwäldertal
- 1953: Die goldene Gans
- 1955: Der Revisor (Fernsehfilm)